# Suore domenicane della speranza
Le Suore Domenicane della Speranza (in inglese Dominica Sisters of Hope) sono un istituto religioso femminile di diritto pontificio: le suore di questa congregazione pospongono al loro nome la sigla O.P.

## Storia
L'istituto è nato il 20 luglio 1995 dall'unione delle tre congregazioni domenicane statunitensi del Santo Rosario di Newburgh, di Santa Caterina da Siena di Fall River e dell'Immacolata Concezione di Ossining.
- La Congregazione del Santo Rosario di Newburgh ebbe origine dal monastero delle domenicane di Santa Croce a Ratisbona (sorto nel 1233), che nel 1853 inviò alcune religiose a New York per assistere gli emigrati tedeschi; il 22 settembre 1859 tre suore della comunità (Agostina Neuhierl, Cunegonda Schell e Rosa Bosslet) aprirono una seconda casa in diocesi di Brooklyn (l'Holy Rosary Convent) che, nel 1869, si separò dalla casa-madre dando inizio a una congregazione autonoma. L'istituto, in seguito, trasferì la casa generalizia a Newburgh e ricevette il pontificio decreto di lode il 25 giugno 1951.[3]
- La Congregazione di Santa Caterina da Siena fu fondata a Fall River nel 1891 da madre Bertrand Sheridan e da due consorelle provenienti dal convento di Carrolton, appartenente alla congregazione del Kentucky; fu approvata dal vescovo di Fall River, Daniel Feehan, nel 1922.[4]
- La Congregazione dell'Immacolata Concezione di Ossing (detta del Povero Malato) ebbe inizio con una comunità donne che, sotto la guida di Mary Walsh, iniziò a dedicarsi all'assistenza a domicilio agli ammalati poveri di New York. Nel 1910 l'opera fu eretta in congregazione religiosa da John Murphy Farley, arcivescovo di New York, e fu aggregata all'ordine domenicano.[5]

## Attività e diffusione
Le suore si dedicano all'educazione della gioventù, all'assistenza agli ammalati e ad altre opere sociali.
Oltre che negli Stati Uniti d'America, sono presenti in Porto Rico; la sede generalizia è a Ossining, nello stato di New York.
Alla fine del 2008 la congregazione contava 221 religiose in 124 case.